# Porina bacillifera
Porina bacillifera är en lavart som beskrevs av Müll. Arg. Porina bacillifera ingår i släktet Porina och familjen Porinaceae.   Inga underarter finns listade i Catalogue of Life.